# 藤木大地
藤木 大地（ふじき だいち、1980年1月17日 - ）は、日本の声楽家、カウンターテナー歌手。

## 来歴
宮崎県に生まれる。宮崎大学教育学部附属中学校合唱部に所属し、NHK全国学校音楽コンクール・全日本合唱コンクールにおいて全国大会へ出場。宮崎県立宮崎大宮高等学校文科情報科に入学後はテノールとして声楽を始める。
東京藝術大学音楽学部声楽科をテノールとして卒業し、新国立劇場オペラ研修所第5期を修了。ウィーン国立音楽大学大学院修了。2003年に新国立劇場公演、オペラ『フィガロの結婚』ドン・クルツィオ役でデビューする。その後の2011年、ウィーンへ留学をしていた際、風邪をひいたまま練習したことをきっかけにカウンターテナーへ転向した。
2012年、第31回国際ハンス・ガボア・ベルヴェデーレ声楽コンクールにてオーストリア代表として2年連続で選出、世界大会でファイナリストとなりハンス・ガボア賞を受賞。同年、第81回日本音楽コンクールにて優勝を収める。カウンターテナーの優勝は大会史上初であった。
2013年、ボローニャ歌劇場、日生劇場にデビュー。ウィーン国立歌劇場と東洋人カウンターテナーとして初めて客演契約を結ぶなど、国際的に高い評価を得る。国内では主要オーケストラとの公演や各地でのリサイタルが人気を博す。
2017年、ウィーン国立歌劇場と3シーズン連続の客演契約を結び、アリベルト・ライマン作曲のメデアにおけるヘロルド役で、日本人カウンターテナーとして初めて同歌劇場にデビューし、4公演に出演する。キングインターナショナルよりファーストソロCD「死んだ男の残したものは」をリリース。
2018年、ウィーン国立歌劇場と4シーズン連続の客演契約を結ぶ。村上春樹原作の映画ハナレイ・ベイの主題歌『愛の喜びは -Plaisir d'Amour-』を担当。ワーナーミュージックよりメジャーデビューアルバム「愛のよろこびは」をリリース。
2020年には、自身が東京文化会館からオファーを受け、企画原案・主演を務めた新作歌劇『400歳のカストラート』を上演。
現在、洗足学園音楽大学客員教授。その他にも、東京藝術大学、横浜国立大学、愛知県立芸術大学、名古屋音楽大学などでアートマネージメントの講義を担当。
第19回松方ホール音楽賞受賞。第25回青山音楽賞青山賞受賞。
横浜みなとみらいホール初代プロデューサー。